# Dmitrij Tyszkin
Dmitrij Michajłowicz Tyszkin (ros. Дмитрий Михайлович Тишкин; ur. 5 lutego 1980 w Szuszenskoje) – rosyjski biegacz narciarski, trzykrotny medalista mistrzostw świata juniorów

## Kariera
Po raz pierwszy na arenie międzynarodowej pojawił się 25 grudnia 1999 roku w Permie, gdzie w zawodach FIS zajął ósme miejsce w biegu na 10 km techniką klasyczną. W 2000 roku wystąpił na mistrzostwach świata juniorów w Szczyrbskim Jeziorze, gdzie zdobył złoty medal w sztafecie, srebrny na 10 km techniką dowolną oraz brązowy na dystansie 30 km klasykiem.
W Pucharze Świata zadebiutował 9 stycznia 2000 roku w Moskwie, zajmując 15. miejsce w biegu na 30 km stylem dowolnym. Tym samym już w swoim debiucie zdobył pierwsze pucharowe punkty. Najlepszy wynik osiągnął 29 grudnia 2000 roku w Engelbergu, gdzie był dziesiąty w sprincie stylem dowolnym. W 2001 roku wystąpił na mistrzostwach świata w Lahti, gdzie w sprincie stylem dowolnym zajął 21. miejsce. Brał też udział w igrzyskach olimpijskich w Salt Lake City w 2002 roku, gdzie zajął 29. miejsce na dystansie 30 km techniką dowolną oraz 31. miejsce w sprincie tą samą techniką.

## Osiągnięcia

### Igrzyska olimpijskie
| Miejsce | Dzień     | Rok  | Miejscowość    | Konkurencja            | Czas biegu | Strata  | Zwycięzca          |
| ------- | --------- | ---- | -------------- | ---------------------- | ---------- | ------- | ------------------ |
| 29.     | 9 lutego  | 2002 | Salt Lake City | 30 km stylem dowolnym  | 1:11:31,0  | +3:39,2 | Christian Hoffmann |
| 31.     | 19 lutego | 2002 | Salt Lake City | Sprint stylem dowolnym | 2:56,9     | -       | Tor Arne Hetland   |

### Mistrzostwa świata
| Miejsce | Dzień     | Rok  | Miejscowość | Konkurencja            | Czas biegu | Strata | Zwycięzca        |
| ------- | --------- | ---- | ----------- | ---------------------- | ---------- | ------ | ---------------- |
| 21.     | 21 lutego | 2001 | Lahti       | Sprint stylem dowolnym | 3:14,1     | -      | Tor Arne Hetland |

### Mistrzostwa świata juniorów
| Miejsce | Dzień       | Rok  | Miejscowość         | Konkurencja             | Wynik     | Strata | Zwycięzca        |
| ------- | ----------- | ---- | ------------------- | ----------------------- | --------- | ------ | ---------------- |
| 2.      | 25 stycznia | 2000 | Szczyrbskie Jezioro | 10 km stylem dowolnym   | 25:37,8   | +23,5  | Ron Spanuth      |
| 1.      | 27 stycznia | 2000 | Szczyrbskie Jezioro | Sztafeta 4 × 10 km      | 1:46:58,7 | -      | -                |
| 5.      | 29 stycznia | 2000 | Szczyrbskie Jezioro | Sprint stylem dowolnym  | ?         | ?      | Siergiej Nowikow |
| 3.      | 30 stycznia | 2000 | Szczyrbskie Jezioro | 30 km stylem klasycznym | 1:36:37,5 | +48,6  | René Reisshauer  |

### Puchar Świata

#### Miejsca w klasyfikacji generalnej
- sezon 1999/2000: 88.
- sezon 2000/2001: 64.
- sezon 2001/2002: 75.

#### Miejsca na podium
Tyszkin nigdy nie stał na podium indywidualnych zawodów Pucharu Świata.